# Cerithiopsis iota
Cerithiopsis iota är en snäckart som först beskrevs av C. B. Adams 1845.  Cerithiopsis iota ingår i släktet Cerithiopsis och familjen Cerithiopsidae. Inga underarter finns listade i Catalogue of Life.